# زلنوگورسک، سن پترزبورگ
شهر زلنوگورسک، سن پترزبورگ (به روسی: Зеленогорск) در کشور روسیه و در سن پترزبورگ واقع شده‌است.

## نگارخانه

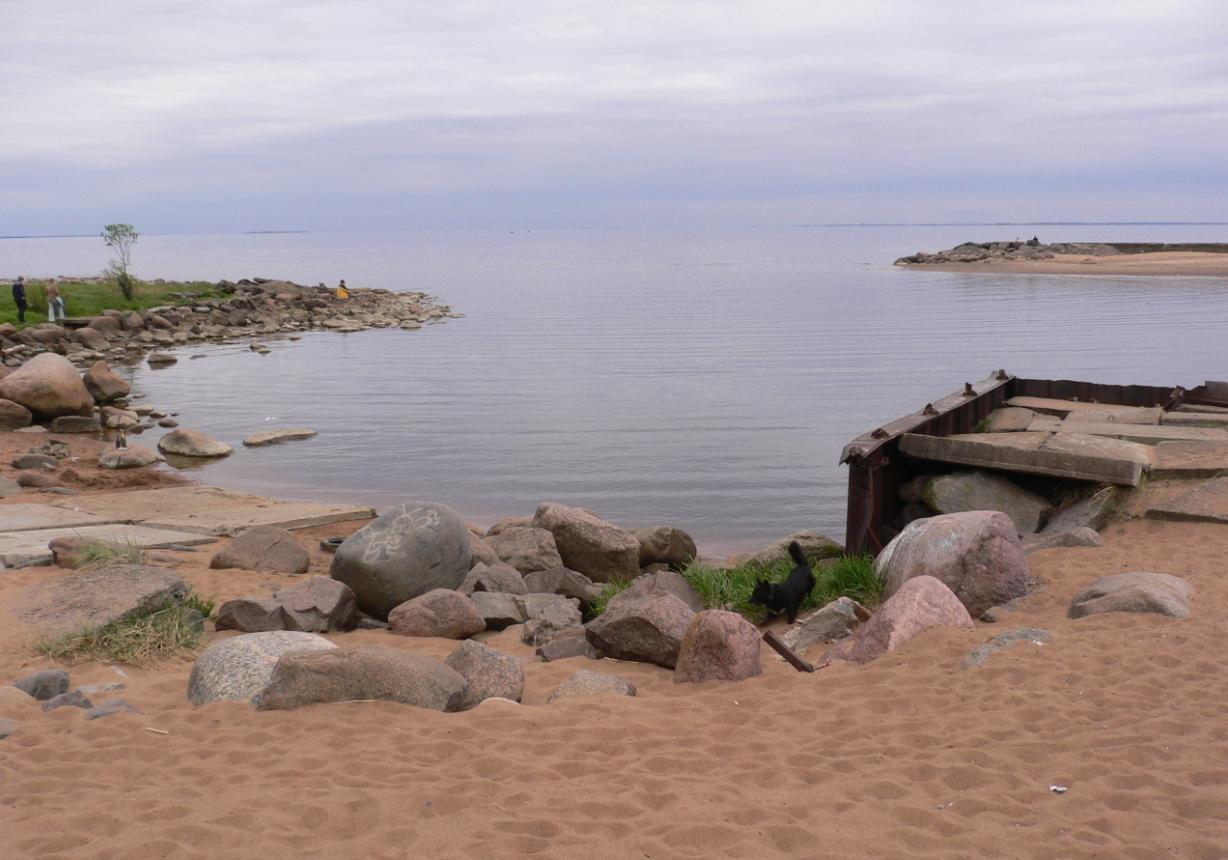